# Belgrade (Minnesota)
Pour les articles homonymes, voir Belgrade (homonymie).
Belgrade est une ville américaine située dans le comté de Stearns, dans le Minnesota. Selon le recensement de 2010, sa population est de 740 habitants.